# Повітряний автоматичний вимикач
Повітряний автоматичний вимикач (силовий автоматичний вимикач, автоматичний вимикач) — електричний апарат, який здатний вмикати, проводити і вимикати електричний струм. Самочинне відімкнення електричного кола відбувається при перевантаженнях і короткому замиканні. Відключення струмів перевантаження і короткого замикання автоматичним вимикачем повинно здійснюватися у відповідності з заданими струмочасовими характеристиками (характеристиками струму залежними від часу).